# ديفيد بابلوس
ديفيد بابلوس (بالإسبانية: David Pablos)‏ (ولد في 11 سبتمبر 1983) مخرج ومحرر وكاتب سيناريو مكسيكي، صانع أفلام نشط منذ عام 2007 ، شارك في ستة أفلام روائية، بما في ذلك أفلام القصيرة ووثائقية. حصلت على تقدير كونه مخرج فيلم La Vida Después (2013) وفيلم Las Elegidas (2015).

## نشاته
ولدت بابلوس في تيخوانا، باجا كاليفورنيا، المكسيك، ودرست صناعة الأفلام في المركز السينمائي (CCC) في مكسيكو سيتي. كما تلقت بابلوس منحة دراسية من الصندوق الوطني للثقافة والفنون (FONCA) للتخصص في كتابة السيناريو.

## روابط خارجية
- ديفيد بابلوس على موقع IMDb (الإنجليزية)
- ديفيد بابلوس على موقع روتن توميتوز (الإنجليزية)
- ديفيد بابلوس على موقع قاعدة بيانات الفيلم (الإنجليزية)